# HD 10180
HD 10180 – gwiazda typu widmowego G znajdująca się w gwiazdozbiorze Węża Wodnego w odległości około 127 lat świetlnych od Ziemi. Gwiazda HD 10180 posiada układ planetarny składający się co najmniej z 6, a być może nawet z 9 planet. Jest to najliczniejszy znany układ planetarny poza Układem Słonecznym, a być może nawet liczniejszy. Jego konfiguracja jest jednak zupełnie inna, orbity planet są dużo ciaśniejsze.
Zespół astronomów przez sześć lat prowadził obserwacje gwiazdy za pomocą teleskopu o średnicy 3,6-metra należącego do Obserwatorium La Silla, będącego własnością Europejskiego Obserwatorium Południowego. Korzystano z zamontowanego na teleskopie niezwykle precyzyjnego spektrografu HARPS. Pozwoliło to na wykonanie 190 pomiarów prędkości radialnych HD 10180. Analiza pozyskanych danych wykazała niewielkie ruchy gwiazdy spowodowane oddziaływaniem grawitacyjnym okrążających ją planet.

## Układ planetarny

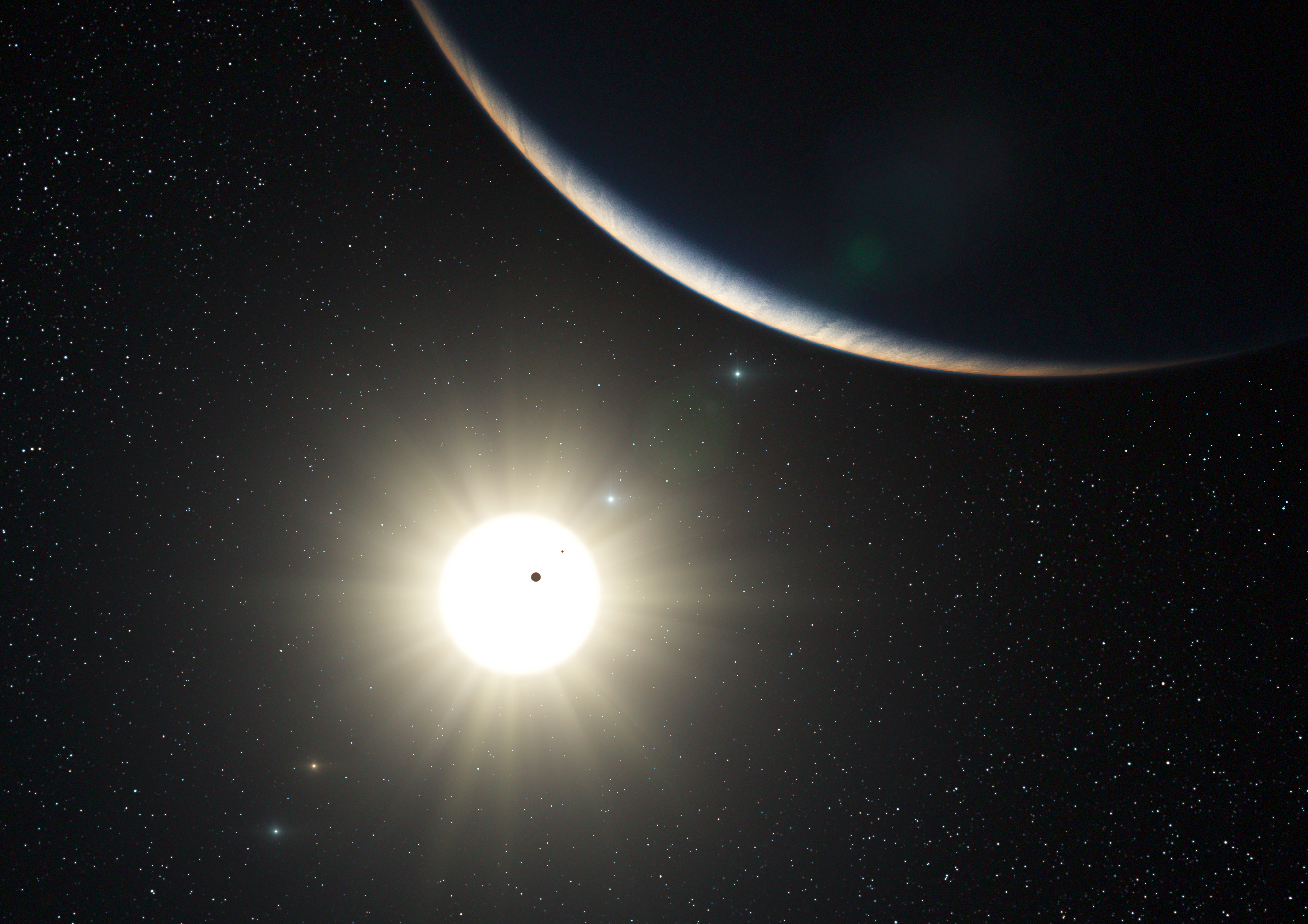
Artystyczna wizja układu planetarnego HD 10180 (ESO)

Orbity planet układu HD 10180

Planety należące do układu planetarnego HD 10180 mają masy od 1,35 do 64 mas Ziemi, z czego trzy mają masy porównywalne z Ziemią, pięć ma masy zbliżone do masy Neptuna, a najmasywniejsza jest porównywalna z Saturnem. Okresy ich obrotu wokół gwiazdy wynoszą od 1 do 2222 dni, a ich odległości mieszczą się w zakresie od 0,002 do 3,4 jednostki astronomicznej od centralnej gwiazdy. Najlżejsze z planet muszą jeszcze zostać w pełni potwierdzone przez obserwacje zmian prędkości radialnej gwiazdy.
W kwietniu 2012 ogłoszono możliwe odkrycie planet HD 10180 i oraz HD 10180 j.